# 北大西洋条約機構日本政府代表部
北大西洋条約機構日本政府代表部（アメリカ英語: Mission of Japan to the North Atlantic Treaty Organization、イギリス英語: Mission of Japan to the North Atlantic Treaty Organisation）は、日本が北大西洋条約機構（NATO）に対して常駐させている政府代表部で、ブリュッセルの在ベルギー日本国大使館内にある。2022年より、在ベルギー大使の三上正裕が兼任でNATO大使を務めている。2022年8月21日にNATO代表部をベルギー大使館から独立させ、専任大使も置く方向だと報道された。

## 沿革
- 1949年4月4日、米英仏とベルギーを含む12か国が北大西洋条約に署名して北大西洋条約機構が発足する[5]
- 1952年4月28日、サンフランシスコ平和条約の発効により日本国が独立を回復。当時のNATO加盟国14か国のうち米英仏とベルギーを含む10か国も同条約締結国である[6][7]
- 1952年4月28日、日本国とアメリカ合衆国との間の安全保障条約（旧安保条約）の発効により日米同盟が成立し、また、在日米軍が同盟軍として引き続き日本に駐留することの法的有効性が担保される[8]
- 1960年6月23日、日本国とアメリカ合衆国との間の相互協力及び安全保障条約（新安保条約）の発効により旧安保条約が失効したが、改めて日米同盟および在日米軍駐留の継続が法的に担保される[9]
- 1989年、アメリカ合衆国により日本がNATO非加盟の主要同盟国（主要な非NATO同盟国／MNNA）に指定される[10]
- 2018年7月1日、北大西洋条約機構日本政府代表部が開設される[11]
- 2018年7月10日、初代NATO大使として在ベルギー大使の林肇が兼任する形で指名される[12]
- 2025年1月15日、在ベルギー日本国大使館から独立し、実館として開設[13]。 新たに伊澤修が大使として着任[14]。

## 住所
Rue Van Maerlant/ Van Maerlantstraat 1, 1040 Bruxelles/Brussel
なお、在ベルギー日本国大使館と共通の住所である。